# Rachelle Ann Go
Rachelle Ann Go (Pasig, 31 agosto 1986) è una cantante, attrice e modella filippina, vincitrice del Myx Music Awards 2007 nel 2007.
Nel 2014 debutta nel West End nel revival del musical Miss Saigon con Alistair Brammer e Jon Jon Briones e nel 2015 si unisce al cast di Les Misérables con Peter Lockyer, Jeremy Secomb, Carrie Hope Fletcher e Rob Houchen. Nel marzo 2017 debutta a Broadway in Miss Saigon, in cui riprende il ruolo di Gigi, e dal novembre dello stesso anno interpreta Eliza nella prima produzione europea di Hamilton in scena nel West End londinese.